# Birth of Malice
Birth of Malice (с англ. — «Зарождение злобы») — шестнадцатый студийный альбом немецкой трэш-метал группы Destruction, вышедший  7 марта 2025 года на лейбле Napalm Records.

## Предыстория
В преддверии своего предстоящего семнадцатого студийного альбома группа выпустила новый сингл под названием «No Kings - No Masters» 6 июня 2024 года.

## Список композиций
Все тексты написаны Марселем «Шмир» Ширмером, кроме отмеченных, вся музыка написана Дамиром Эскичем и Марселем «Шмир» Ширмером, кроме отмеченных.
| №                   | Название                         | Текст песни                                                    | Музыка                                  | Длительность |
| ------------------- | -------------------------------- | -------------------------------------------------------------- | --------------------------------------- | ------------ |
| 1.                  | «Birth of Malice»                |                                                                |                                         | 1:00         |
| 2.                  | «Destruction»                    |                                                                |                                         | 5:22         |
| 3.                  | «Cyber Warfare»                  |                                                                |                                         | 4:24         |
| 4.                  | «No Kings - No Masters»          |                                                                |                                         | 4:10         |
| 5.                  | «Scumbag Human Race»             |                                                                |                                         | 4:16         |
| 6.                  | «God of Gore»                    |                                                                | Ширмер, Мартин Фурия                    | 4:10         |
| 7.                  | «A.N.G.S.T.»                     |                                                                |                                         | 5:09         |
| 8.                  | «Dealer of Death»                |                                                                |                                         | 4:55         |
| 9.                  | «Evil Never Sleeps»              |                                                                |                                         | 4:28         |
| 10.                 | «Chains of Sorrow»               |                                                                |                                         | 4:12         |
| 11.                 | «Greed»                          |                                                                |                                         | 4:59         |
| 12.                 | «Fast as a Shark» (кавер Accept) | Вольф Хоффманн, Штефан Кауфманн, Удо Диркшнайдер, Петер Балтес | Хоффманн, Кауфманн, Диркшнайдер, Балтес | 3:28         |
| Общая длительность: | Общая длительность:              | Общая длительность:                                            | Общая длительность:                     | 50:33        |

## Участники записи

### Destruction
- Марсель «Шмир» Ширмер — бас-гитара, вокал
- Мартин Фурия — гитара, бэк-вокал
- Дамир Эскич — гитара, бэк-вокал
- Рэнди Блэк — ударные

### Дополнительные участники
- Дженнифер Грубер — вокал (трек 9)

### Производство
- Мартин Фурия — продюсер, микширование, мастеринг
- В. О. Пульвер — продюсер
- Шмир — продюсер
- Дженнифер Грубер — фотографии
- Дьюла Хаванчак — обложка